# François Mauriac
François Charles Mauriac (født 11. oktober 1885, død 1. september 1970) var en fransk forfatter. Han modtog nobelprisen i litteratur i 1952.

## Udvalgt bibliografi
- Maria Cross (Le Désert de l'amour, 1925)
- Thérèse Desqueyroux (1927)
- Le Mystère Frontenac (1933)